# Markku Envall
Markku Sakari Envall (née le 28 février 1944  à Hämeenlinna), est un écrivain finlandais. 

## Ouvrages

### Recherche
- (fi) Harold Osbornen varhaisetiikka: teosten Theory of Beauty ja Aesthetics and Criticism kriittinen tutkimus, Helsinki, Helsingin yliopisto, 1980 (ISBN 951-45-2049-1)
- (fi) Kirjailijoiden kentät ja kasarmit, Helsinki, Suomalaisen Kirjallisuuden Seura, 1984 (ISBN 951-717-376-8)
- (fi) Nasaretin miehen pitkä marssi: esseitä Jeesus-aiheesta kirjallisuudessa, Porvoo; Helsinki; Juva, WSOY, 1985 (ISBN 951-0-13202-0)
- (fi) Suomalainen aforismi: keinoja, rakenteita, lajeja, ongelmia (Väitöskirja), Helsinki, Helsingin yliopisto, 1987 (ISBN 951-717-468-3)
- (fi) Toinen minä: tutkielmia kaksoisolennon aiheesta kirjallisuudessa, Helsinki, WSOY, 1988 (ISBN 951-0-15408-3)
- (fi) Onni, tieto, tuska: tutkielmia kirjallisuudesta, Helsinki, Suomalaisen Kirjallisuuden Seura, 1990 (ISBN 951-717-611-2)
- (fi) Suuri illusionisti: Mika Waltarin romaanit, Porvoo; Helsinki; Juva, WSOY, 1994 (ISBN 951-0-19650-9)

### Aphorismes
- (fi) Rakeita, Porvoo; Helsinki; Juva, WSOY, 1983 (ISBN 951-0-11694-7)
- (fi) Pahojen henkien historia, Porvoo; Helsinki; Juva, WSOY, 1986 (ISBN 951-0-13585-2)
- (fi) Samurai nukkuu, Porvoo; Helsinki; Juva, WSOY, 1989 (ISBN 951-0-15802-X)
- (fi) Uni palaa rikospaikalle, Porvoo; Helsinki; Juva, WSOY, 1991 (ISBN 951-0-16827-0)
- (fi) Kivestä, valosta ja hyvästä teoriasta, Porvoo; Helsinki; Juva, WSOY, 1994 (ISBN 951-0-19907-9)
- (fi) Maailma aina mukana: aforistiset teokset, Helsinki, WSOY, 2003 (ISBN 951-0-26792-9)
- (fi) Ja Job antaa anteeksi, Helsinki, WSOY, 2005 (ISBN 951-0-30353-4)
- (fi) Tanssia neulankärjellä, Helsinki, WSOY, 2008 (ISBN 978-951-0-34004-2)
- (fi) Alkuräjähdys on kesken, Helsinki, WSOY, 2011 (ISBN 978-951-0-37287-6)
- (fi) Joka tähtiä tähystää, Helsinki, WSOY, 2014 (ISBN 978-951-0-40708-0)

### Recueils
- (fi) Kieltä terävämpi giljotiini, Helsinki, WSOY, 2006 (ISBN 951-0-32044-7)
- (fi) Mikä keisarin on, Helsinki, WSOY, 2009 (ISBN 978-951-0-35598-5)
- (fi) Vastassa kulman takana, Helsinki, WSOY, 2013 (ISBN 978-951-0-39580-6)
- (fi) Paperihaarniska, Helsinki, WSOY, 2016 (ISBN 978-951-0-41554-2)

### Poésie
- (fi) Marmorilaiva, Porvoo; Helsinki; Juva, WSOY, 1991 (ISBN 951-0-17395-9)
- (fi) Ruuti etsii kipinää, Helsinki, WSOY, 2007 (ISBN 978-951-0-33117-0)

### Essais
- (fi) Käsioraakkeli ja muita esseitä, Porvoo Helsinki Juva, WSOY, 1996 (ISBN 951-0-20991-0)
- (fi) Asumaton huone ja muita esseitä, Porvoo Helsinki Juva, WSOY, 1997 (ISBN 951-0-21983-5)
- (fi) Päivä katedraalissa ja muita esseitä, Porvoo Helsinki Juva, WSOY, 1998 (ISBN 951-0-22994-6)
- (fi) Synnyttämässä ja muita esseitä, Porvoo Helsinki Juva, WSOY, 1999 (ISBN 951-0-23864-3)
- (fi) Henkiinjäämisen suunnitelma ja muita esseitä kirjallisuudesta, Helsinki, WSOY, 2001 (ISBN 951-0-25868-7)
- (fi) Polkupyörällä ajamisen taito ja muita esseitä, Porvoo Helsinki Juva, WSOY, 2002 (ISBN 951-0-27323-6)
- (fi) Perheen aika, Helsinki, Kirjapaja, 2005 (ISBN 951-607-145-7)
- (fi) Toinen jalka maassa ja muita esseitä, Helsinki, WSOY, 2012 (ISBN 978-951-0-38835-8)

### Romans
- (fi) Jäät lähtevät, Helsinki, WSOY, 2004 (ISBN 951-0-29387-3)

### Pièces radiophoniques
- Tiikerillä ratsastaja (1992)
- Sandels virralla (1995)
- Herra Clayn tarina (1996)
- Döbelnin päivä (2002)

### autres
- (fi) Aforismin vuosisata: Lauseita ja ajatuksia 54 suomalaiselta aforistikolta, Porvoo Helsinki Juva, WSOY, 1997 (ISBN 951-0-20641-5)
- (fi) Miten kirjoitan aforismeja (Pilke 01), Helsinki, Suomen aforismiyhdistys: Kirja kerrallaan, 2011 (ISBN 978-952-480-254-3)

## Prix
- Prix de littérature de l'église : 1987
- Prix Finlandia : 1990
- Livre d'aphorismes de l'année : 2005
- Prix Samuli Paronen  : 2009
- Prix WSOY : 2009
- Prix Olga et Vilho Linnamo : 2010